# إدفارد ستورم
إدفارد ستورم (بالبوكمول: Edvard Storm) هو قسيس وكاتب وشاعر نرويجي، ولد في 21 أغسطس 1749 في Vågå ‏ في النرويج، وتوفي في 29 سبتمبر 1794 في كوبنهاغن في الدنمارك.

## وصلات خارجية
- إدفارد ستورم على موقع الموسوعة البريطانية (الإنجليزية)
- إدفارد ستورم على موقع ميوزك برينز (الإنجليزية)
- إدفارد ستورم على موقع ديسكوغز (الإنجليزية)